# Leopardus guigna
Il kodkod (Leopardus guigna Molina, 1782), noto anche come guiña, è il più piccolo felino delle Americhe, nonché quello dalla distribuzione più limitata, essendo diffuso prevalentemente nelle regioni centrali e meridionali del Cile e solo marginalmente nelle zone adiacenti dell'Argentina. Attualmente, la IUCN inserisce il kodkod tra le specie vulnerabili, dato che il numero di esemplari adulti, già inferiore alle 10.000 unità, è tuttora in diminuzione a causa della deforestazione e della diminuzione delle prede; inoltre, nessuna popolazione è composta da più di 1000 esemplari in età riproduttiva.

## Tassonomia
Attualmente, le sottospecie riconosciute di questo felino sono due:
- L. g. guigna Molina, 1782 (Cile e Argentina meridionali);
- L. g. tigrillo Schinz, 1844 (Cile centrale).

In passato il kodkod veniva classificato all'interno del genere Oncifelis, che comprendeva tre specie di piccoli felini originarie del Sudamerica. Tutte e tre, tuttavia, sono poste oggi nel genere Leopardus. Oltre al kodkod, le altre due specie del desueto genere Oncifelis erano il gatto delle pampas e il gatto di Geoffroy.

## Descrizione
Il kodkod ha testa piccola, grandi piedi e coda spessa. Gli esemplari adulti pesano tra i 2 e i 2,5 kg, misurano 37–51 cm di lunghezza, ai quali vanno sommati altri 20–25 cm di coda, e sono alti alla spalla circa 25 cm.
Il mantello ha una colorazione di base variabile dal giallo-brunastro al grigio-bruno. Il corpo è decorato con macchie scure, la regione ventrale è chiara e la coda anellata. Le orecchie sono nere con una macchia bianca, mentre le macchie scure su collo e spalle si uniscono quasi a formare una serie di strie costituite da puntolini. Sono abbastanza comuni anche kodkod melanici, con mantelli neri sui quali sono però sempre distinguibili le macchie.

## Distribuzione e habitat
La presenza del kodkod è strettamente associata alle foreste pluviali temperate miste delle Ande meridionali e delle catene costiere, in particolare delle foreste valdiviane e di araucarie del Cile, caratterizzate dalla presenza di bambù nel sottobosco. Predilige le foreste pluviali temperate sempreverdi alle foreste umide temperate decidue, alle boscaglie di sclerofille e alle foreste di conifere. Tollera anche habitat alterati dalla mano dell'uomo, dato che si incontra sia in foreste e boscaglie secondarie come in quelle primarie, e ai margini delle aree urbane e coltivate.
Si incontra dal livello del mare fino alla linea degli alberi, a circa 1900 m di quota. In Argentina, la sua presenza è stata registrata in foreste di montagna umide, con caratteristiche simili a quelle valdiviane, compresa la struttura a più strati con bambù e numerose liane ed epifite. Nel luglio del 2022, un kodkod nero, un rarissimo gatto della Patagonia, fu ripreso per la prima volta da una macchina fotografica.

## Biologia
I kodkod sono attivi sia di giorno che di notte, sebbene si avventurino sul terreno aperto solo col favore delle tenebre. Durante il giorno, riposano tra la fitta vegetazione in gole rocciose, lungo i torrenti con fitta copertura vegetale e tra cespugli secchi di ginestrone. Sono eccellenti scalatori e riescono ad arrampicarsi con facilità su alberi di più di un metro di diametro. Vanno a caccia di uccelli, lucertole e roditori tra le gole e le zone boscose, nutrendosi di pavoncelle del Sudamerica, tordi australi, tapaculi di Chucao, huet-huet e oche e polli domestici.
Gli esemplari maschi occupano territori esclusivi di 1,1-2,5 km², mentre le femmine occupano aree più piccole, di soli 0,5-0,7 km².
Il periodo di gestazione dura circa 72–78 giorni. Una nidiata media comprende da uno a tre gattini. La specie può vivere fino a circa 11 anni.

## Conservazione
I fattori di minaccia principali per il kodkod sono l'abbattimento delle foreste umide temperate nelle quali vive e l'avanzata delle piantagioni di pini e dei terreni agricoli, in particolare nelle regioni centrali del Cile. Tra il 1997 e il 1998, a Chiloé, due dei cinque esemplari di kodkod muniti di radiocollare presenti sull'isola vennero abbattuti dopo aver fatto irruzione in un pollaio.